# Вали Ранч (Калифорнија)
Вали Ранч (енгл. Valley Ranch) насељено је место без административног статуса у америчкој савезној држави Калифорнија.

## Демографија
По попису из 2010. године број становника је 109, што је 17 (18,5%) становника више него 2000. године.
| Група             | 2000.      | 2010.       |
| Белци             | 90 (97,8%) | 106 (97,2%) |
| Афроамериканци    | 0 (0,0%)   | 0 (0,0%)    |
| Азијати           | 0 (0,0%)   | 0 (0,0%)    |
| Хиспаноамериканци | 2 (2,2%)   | 2 (1,8%)    |
| Укупно            | 92         | 109         |